# Division IA du Championnat du monde féminin de hockey sur glace 2018
Navigation
Division IA 2017 Division IA 2019
Le tournoi de la Division IA du Championnat du monde féminin de hockey sur glace 2018 se déroule à Vaujany en France du 8 au 14 avril 2018.
| \| Localisation de Vaujany en France. \| Localisation de Vaujany en France. |
| Localisation de Vaujany en France.                                          |

## Format de la compétition
Le Championnat du monde féminin de hockey sur glace est un ensemble de plusieurs tournois regroupant les nations en fonction de leur niveau. Les meilleures équipes disputent le titre dans la Division Élite qui n'a pas eu lieu en 2018 en raison des Jeux olympiques.
Les autres divisions comptent 6 équipes (sauf le groupe de Qualification pour la Division IIB qui en compte 5). À chaque niveau, les équipes s’affrontent entre elles et, à l'issue de cette compétition, le premier est promu dans la division supérieure. En raison de l'élargissement à 10 équipes du groupe élite, il n'y a aucune relégation pour la seconde année consécutive .
Lors des phases de poule, les points sont attribués ainsi :
- 3 points pour une victoire dans le temps réglementaire ;
- 2 points pour une victoire en prolongation ou aux tirs de fusillade ;
- 1 point pour une défaite en prolongation ou aux tirs de fusillade ;
- 0 point pour une défaite dans le temps réglementaire.

## Officiels
La fédération internationale a désigné 4 arbitres et 7 juges de ligne pour œuvrer lors de la compétition :
| - Anne-Sophie Boniface - Stephanie Gagnon - Jenni Jaatinen - Michaela Kudelova | - Jessica Lundgren - Sara Strong - Sueva Torribio Rousselin |

## Matches
| 8 avril 2018 | Slovaquie | 3-2 (0-1, 2-0, 1-1) | Autriche |  |

| Feuille de match | Feuille de match                                                                 | Feuille de match | Feuille de match                                 | Feuille de match                                                                |
| ---------------- | -------------------------------------------------------------------------------- | ---------------- | ------------------------------------------------ | ------------------------------------------------------------------------------- |
|                  | - L. Curmova — 28 min 55 s J. Matejkova — 36 min 17 s I. Klimasova — 50 min 56 s | 0-1 2-0 1-1      | D. Altmann — 2 min 2 s - D. Altmann — 42 min 7 s | Arbitrage : Henna Aberg Juges de lignes : Anne-Sophie Boniface Stéphanie Gagnon |
| Romana Kiapesova | Gardiens                                                                         | Jessica Ekrt     |                                                  | Arbitrage : Henna Aberg Juges de lignes : Anne-Sophie Boniface Stéphanie Gagnon |
| 4 min            | Pénalités                                                                        | 10 min           |                                                  | Arbitrage : Henna Aberg Juges de lignes : Anne-Sophie Boniface Stéphanie Gagnon |
| 30               | Tirs                                                                             | 30               |                                                  | Arbitrage : Henna Aberg Juges de lignes : Anne-Sophie Boniface Stéphanie Gagnon |

| 8 avril 2018 | France | 3-2 (1-1, 0-1, 2-0) | Danemark |  |

| Feuille de match | Feuille de match                                                         | Feuille de match         | Feuille de match                              | Feuille de match                                                             |
| ---------------- | ------------------------------------------------------------------------ | ------------------------ | --------------------------------------------- | ---------------------------------------------------------------------------- |
|                  | B. Jouanny — 16 min 16 s - E. Duvin — 52 min 23 s C. Aurard — 59 min 9 s | 1-1 0-1 2-0              | S. Glud — 10 min 46 s S. Glud — 38 min 18 s - | Arbitrage : Kristine Langley Juges de lignes : Michaela Kudelova Sara Strong |
| Caroline Baldin  | Gardiens                                                                 | Cassandra Repstock-Romme |                                               | Arbitrage : Kristine Langley Juges de lignes : Michaela Kudelova Sara Strong |
| 12 min           | Pénalités                                                                | 10 min                   |                                               | Arbitrage : Kristine Langley Juges de lignes : Michaela Kudelova Sara Strong |
| 21               | Tirs                                                                     | 26                       |                                               | Arbitrage : Kristine Langley Juges de lignes : Michaela Kudelova Sara Strong |

| 8 avril 2018 | Hongrie | 5-4 (1-0, 2-3, 2-1) | Norvège |  |

| Feuille de match | Feuille de match | Feuille de match       | Feuille de match                                                                                            | Feuille de match                                                                         |
| ---------------- | --- | ---------------------- | --- | ---------------------------------------------------------------------------------------- |
|                  | A. Nooren — 1 min 28 s F. Gasparics — 31 min 43 s R. Dabasi — 32 min 50 s - J. Grkovic — 41 min 41 s A.Husza — 50 min 45 s | 1-0 2-3 2-1            | - L.Bialik — 20 min 14 s S. Fjellvang — 23 min 8 s L. Tendenes — 30 min 14 s M. Haug Hansen — 50 min 45 s - | Arbitrage : Meghan Mactavish Juges de lignes : Jessica Lundgren Sueva Torribio Rousselin |
| Anikó Németh     | Gardiens | Linnea Holterud Olsson | | Arbitrage : Meghan Mactavish Juges de lignes : Jessica Lundgren Sueva Torribio Rousselin |
| 6 min            | Pénalités | 8 min                  | | Arbitrage : Meghan Mactavish Juges de lignes : Jessica Lundgren Sueva Torribio Rousselin |
| 29               | Tirs | 26                     | | Arbitrage : Meghan Mactavish Juges de lignes : Jessica Lundgren Sueva Torribio Rousselin |

| 9 avril 2018 | Danemark | 6-3 (2-1, 2-2, 2-0) | Slovaquie |  |

| Feuille de match         | Feuille de match | Feuille de match | Feuille de match                                                                  | Feuille de match                                                     |
| ------------------------ | --- | ---------------- | --------------------------------------------------------------------------------- | -------------------------------------------------------------------- |
|                          | J. Gregersen — 7 min 35 s M. Brix — 15 min 6 s S. Glud — 30 min 35 s J. Jakobsen — 36 min 5 s S. Glud — 43 min 26 s S. Glud — 56 min 20 s | 2-1 2-2 2-0      | J. Matejkova — 4 min 55 s - S. Klimasova — 29 min 4 s T. Istocyova — 37 min 2 s - | Arbitrage : Henna Aberg Juges de lignes : Jenni Jaatinen Sara Strong |
| Cassandra Repstock-Romme | Gardiens | Romana Kiapesova |                                                                                   | Arbitrage : Henna Aberg Juges de lignes : Jenni Jaatinen Sara Strong |
| 12 min                   | Pénalités | 12 min           |                                                                                   | Arbitrage : Henna Aberg Juges de lignes : Jenni Jaatinen Sara Strong |
| 42                       | Tirs | 23               |                                                                                   | Arbitrage : Henna Aberg Juges de lignes : Jenni Jaatinen Sara Strong |

| 9 avril 2018 | Autriche | 6-4 (0-2, 5-1, 1-1) | Hongrie |  |

| Feuille de match | Feuille de match | Feuille de match | Feuille de match                                                                                            | Feuille de match                                                                         |
| ---------------- | --- | ---------------- | --- | ---------------------------------------------------------------------------------------- |
|                  | - D. Altmann — 29 min 10 s T. Schafzahl — 32 min 9 s A. Meixner — 34 min 28 s EM.Verworner — 36 min 54 s J. Weber — 38 min 40 s EM. Beiter Schwarzler — 55 min 6 s | 0-2 5-1 1-1      | A. Nooren — 5 min 34 s F. Gasparics — 19 min 38 s - F. Gasparics — 35 min 26 s - F. Gasparics — 57 min 31 s | Arbitrage : Kristine Langley Juges de lignes : Jessica Lundgren Sueva Torribio Rousselin |
| Theresa Hornich  | Gardiens | Anikó Németh     | | Arbitrage : Kristine Langley Juges de lignes : Jessica Lundgren Sueva Torribio Rousselin |
| 6 min            | Pénalités | 8 min            | | Arbitrage : Kristine Langley Juges de lignes : Jessica Lundgren Sueva Torribio Rousselin |
| 32               | Tirs | 28               | | Arbitrage : Kristine Langley Juges de lignes : Jessica Lundgren Sueva Torribio Rousselin |

| 9 avril 2018 | Norvège | 2-1 (1-0, 1-0, 0-1) | France |  |

| Feuille de match       | Feuille de match                               | Feuille de match | Feuille de match           | Feuille de match                                                              |
| ---------------------- | ---------------------------------------------- | ---------------- | -------------------------- | ----------------------------------------------------------------------------- |
|                        | A. Dalen — 2 min 36 s A. Dalen — 32 min 49 s - | 1-0 1-0 0-1      | - L. Baudrit — 53 min 35 s | Arbitrage : Ramona Weiss Juges de lignes : Michaela Kudelova Stephanie Gagnon |
| Linnea Holterud Olsson | Gardiens                                       | Caroline Baldin  |                            | Arbitrage : Ramona Weiss Juges de lignes : Michaela Kudelova Stephanie Gagnon |
| 14 min                 | Pénalités                                      | 6 min            |                            | Arbitrage : Ramona Weiss Juges de lignes : Michaela Kudelova Stephanie Gagnon |
| 27                     | Tirs                                           | 20               |                            | Arbitrage : Ramona Weiss Juges de lignes : Michaela Kudelova Stephanie Gagnon |

| 11 avril 2018 | Norvège | 0-1 (0-0, 0-0, 0-1) | Danemark |  |

| Feuille de match | Feuille de match | Feuille de match     | Feuille de match        | Feuille de match                                                                |
| ---------------- | ---------------- | -------------------- | ----------------------- | ------------------------------------------------------------------------------- |
|                  | -                | 0-0 0-0 0-1          | - S. Glud — 48 min 26 s | Arbitrage : Henna Aberg Juges de lignes : Anne-Sophie Boniface Jessica Lundgren |
| Ena Nystrøm      | Gardiens         | Emma-Sofie Nordstrom |                         | Arbitrage : Henna Aberg Juges de lignes : Anne-Sophie Boniface Jessica Lundgren |
| 10 min           | Pénalités        | 10 min               |                         | Arbitrage : Henna Aberg Juges de lignes : Anne-Sophie Boniface Jessica Lundgren |
| 21               | Tirs             | 26                   |                         | Arbitrage : Henna Aberg Juges de lignes : Anne-Sophie Boniface Jessica Lundgren |

| 11 avril 2018 | Slovaquie | 1-8 (0-3, 0-2, 1-3) | Hongrie |  |

| Feuille de match | Feuille de match             | Feuille de match | Feuille de match | Feuille de match                                                                |
| ---------------- | ---------------------------- | ---------------- | --- | ------------------------------------------------------------------------------- |
|                  | - T. Istocyova — 52 min 49 s | 0-3 0-2 1-3      | A. Huszak — 7 min 43 s A. Huszak — 16 min 17 s A. Huszak — 18 min 12 s F. Gasparicks — 35 min 30 s A. Nooren — 36 min 29 s A. Gowie — 44 min 35 s T. Horvath — 48 min 43 s R. Ungar — 51 min 2 s | Arbitrage : Ramona Weiss Juges de lignes : Sara Strong Sueva Torribio Rousselin |
| Romana Kiapesova | Gardiens                     | Aniko Nemeth     | | Arbitrage : Ramona Weiss Juges de lignes : Sara Strong Sueva Torribio Rousselin |
| 20 min           | Pénalités                    | 4 min            | | Arbitrage : Ramona Weiss Juges de lignes : Sara Strong Sueva Torribio Rousselin |
| 17               | Tirs                         | 44               | | Arbitrage : Ramona Weiss Juges de lignes : Sara Strong Sueva Torribio Rousselin |

| 11 avril 2018 | Autriche | 2-3 (2-1, 0-1, 0-1) | France |  |

| Feuille de match | Feuille de match                                    | Feuille de match | Feuille de match                                                            | Feuille de match                                                               |
| ---------------- | --------------------------------------------------- | ---------------- | --------------------------------------------------------------------------- | ------------------------------------------------------------------------------ |
|                  | T. Grascher — 2 min 3 s T. Schafzahl — 2 min 51 s - | 2-1 0-1          | - C. Aurard — 9 min 17 s G. Gendarme — 26 min 15 s E. Passard — 59 min 55 s | Arbitrage : Kristine Langley Juges de lignes : Stephanie Gagnon Jenni Jaatinen |
| Theresa Hornich  | Gardiens                                            | Caroline Baldin  |                                                                             | Arbitrage : Kristine Langley Juges de lignes : Stephanie Gagnon Jenni Jaatinen |
| 44 min           | Pénalités                                           | 14 min           |                                                                             | Arbitrage : Kristine Langley Juges de lignes : Stephanie Gagnon Jenni Jaatinen |
| 22               | Tirs                                                | 25               |                                                                             | Arbitrage : Kristine Langley Juges de lignes : Stephanie Gagnon Jenni Jaatinen |

| 13 avril 2018 | Danemark | 5-6 (3-3, 1-2, 1-1) | Autriche |  |

| Feuille de match     | Feuille de match | Feuille de match | Feuille de match | Feuille de match                                                                     |
| -------------------- | --- | ---------------- | --- | ------------------------------------------------------------------------------------ |
|                      | T. Jakobsen — 2 min 37 s N. Jensen — 9 min 27 s N. Jensen — 15 min 27 s N. Jensen — 24 min 5 s - J. Gregersen — 58 min 49 s | 3-3 1-2 1-1      | A. Hanser — 1 min 17 s D. Altmann — 14 min S. Volgger — 19 min 45 s EM. Beiter Schwarzler — 27 min 48 s A. Meixner — 37 min 52 s EM. Beiter Schwarzler — 43 min 26 s | Arbitrage : Ramona Weiss Juges de lignes : Jessica Lundgren Sueva Torribio Rousselin |
| Emma-Sofie Nordstrom | Gardiens | Jessica Ekrt     | | Arbitrage : Ramona Weiss Juges de lignes : Jessica Lundgren Sueva Torribio Rousselin |
| 10 min               | Pénalités | 10 min           | | Arbitrage : Ramona Weiss Juges de lignes : Jessica Lundgren Sueva Torribio Rousselin |
| 32                   | Tirs | 35               | | Arbitrage : Ramona Weiss Juges de lignes : Jessica Lundgren Sueva Torribio Rousselin |

| 13 avril 2018 | Norvège | 1-0 (0-0, 1-0, 0-0) | Slovaquie |  |

| Feuille de match | Feuille de match             | Feuille de match | Feuille de match | Feuille de match                                                                   |
| ---------------- | ---------------------------- | ---------------- | ---------------- | ---------------------------------------------------------------------------------- |
|                  | - M. Fischer — 25 min 16 s - | 0-0 1-0 0-0      | -                | Arbitrage : Meghan Mactavish Juges de lignes : Anne-Sophie Boniface Jenni Jaatinen |
| Ena Nystrøm      | Gardiens                     | Romana Kiapesova |                  | Arbitrage : Meghan Mactavish Juges de lignes : Anne-Sophie Boniface Jenni Jaatinen |
| 32 min           | Pénalités                    | 28 min           |                  | Arbitrage : Meghan Mactavish Juges de lignes : Anne-Sophie Boniface Jenni Jaatinen |
| 6                | Tirs                         | 4                |                  | Arbitrage : Meghan Mactavish Juges de lignes : Anne-Sophie Boniface Jenni Jaatinen |

| 13 avril 2018 | Hongrie | 1-2 (1-1, 0-1, 0-0) | France |  |

| Feuille de match | Feuille de match          | Feuille de match | Feuille de match                                | Feuille de match                                                        |
| ---------------- | ------------------------- | ---------------- | ----------------------------------------------- | ----------------------------------------------------------------------- |
|                  | A. Huszak — 18 min 45 s - | 1-1 0-1 0-0      | E. Duvin — 15 min 10 s E. Duvin — 29 min 34 s - | Arbitrage : Henna Aberg Juges de lignes : Michaela Kudelova Sara Strong |
| Aniko Nemeth     | Gardiens                  | Caroline Baldin  |                                                 | Arbitrage : Henna Aberg Juges de lignes : Michaela Kudelova Sara Strong |
| 6 min            | Pénalités                 | 4 min            |                                                 | Arbitrage : Henna Aberg Juges de lignes : Michaela Kudelova Sara Strong |
| 28               | Tirs                      | 27               |                                                 | Arbitrage : Henna Aberg Juges de lignes : Michaela Kudelova Sara Strong |

| 14 avril 2018 | Autriche | 3-0 (0-0, 2-0, 1-0) | Norvège |  |

| Feuille de match | Feuille de match                                                             | Feuille de match | Feuille de match | Feuille de match                                                                 |
| ---------------- | ---------------------------------------------------------------------------- | ---------------- | ---------------- | -------------------------------------------------------------------------------- |
|                  | - T. Grascher — 31 min 29 s A. Hanser — 31 min 49 s S. Volgger — 48 min 38 s | 0-0 2-0 1-0      | -                | Arbitrage : Henna Aberg Juges de lignes : Anne-Sophie Boniface Michaela Kudelova |
| Theresa Hornich  | Gardiens                                                                     | Ena Nystrøm      |                  | Arbitrage : Henna Aberg Juges de lignes : Anne-Sophie Boniface Michaela Kudelova |
| 0 min            | Pénalités                                                                    | 6 min            |                  | Arbitrage : Henna Aberg Juges de lignes : Anne-Sophie Boniface Michaela Kudelova |
| 50               | Tirs                                                                         | 21               |                  | Arbitrage : Henna Aberg Juges de lignes : Anne-Sophie Boniface Michaela Kudelova |

| 14 avril 2018 | Danemark | 0-3 (0-1, 0-2, 0-0) | Hongrie |  |

| Feuille de match         | Feuille de match | Feuille de match | Feuille de match                                                             | Feuille de match                                                               |
| ------------------------ | ---------------- | ---------------- | ---------------------------------------------------------------------------- | ------------------------------------------------------------------------------ |
|                          | -                | 0-1 0-2 0-0      | T. Grascher — 31 min 29 s A. Hanser — 31 min 49 s S. Volgger — 48 min 38 s - | Arbitrage : Meghan Mactavish Juges de lignes : Stephanie Gagnon Jenni Jaatinen |
| Cassandra Repstock-Romme | Gardiens         | Aniko Nemeth     |                                                                              | Arbitrage : Meghan Mactavish Juges de lignes : Stephanie Gagnon Jenni Jaatinen |
| 6 min                    | Pénalités        | 6 min            |                                                                              | Arbitrage : Meghan Mactavish Juges de lignes : Stephanie Gagnon Jenni Jaatinen |
| 28                       | Tirs             | 44               |                                                                              | Arbitrage : Meghan Mactavish Juges de lignes : Stephanie Gagnon Jenni Jaatinen |

| 14 avril 2018 | France | 7-1 (3-0, 4-1, 0-0) | Slovaquie |  |

| Feuille de match | Feuille de match | Feuille de match | Feuille de match             | Feuille de match                                                            |
| ---------------- | --- | ---------------- | ---------------------------- | --------------------------------------------------------------------------- |
|                  | C. Aurard — 3 min 37 s C. Rozier — 5 min 15 s M. Desvignes — 7 min 57 s C. Aurard — 27 min 2 s A. Cuasnet — 32 min 54 s L. Baudrit — 33 min 23 s L. Baudrit — 34 min 36 s - | 3-0 4-1 0-0      | - N. Rumanova — 31 min 5 s - | Arbitrage : Kristine Langley Juges de lignes : Sara Strong Jessica Lundgren |
| Caroline Lambert | Gardiens | Romana Kiapesova |                              | Arbitrage : Kristine Langley Juges de lignes : Sara Strong Jessica Lundgren |
| 33 min           | Pénalités | 14 min           |                              | Arbitrage : Kristine Langley Juges de lignes : Sara Strong Jessica Lundgren |
| 36               | Tirs | 30               |                              | Arbitrage : Kristine Langley Juges de lignes : Sara Strong Jessica Lundgren |

## Classement
Pour les significations des abréviations, voir statistiques du hockey sur glace.
| Clt   | Équipe        | PJ | V | VP | D | DP | BP | BC | Diff | Pts |
| ----- | ------------- | -- | - | -- | - | -- | -- | -- | ---- | --- |
| +001, | France        | 5  | 4 | 0  | 1 | 0  | 16 | 8  | +8   | 12  |
| +002, | Autriche      | 5  | 3 | 0  | 2 | 0  | 19 | 15 | +4   | 9   |
| +003, | Hongrie       | 5  | 3 | 0  | 2 | 0  | 21 | 13 | +8   | 9   |
| +004, | Danemark      | 5  | 2 | 0  | 3 | 0  | 14 | 15 | -1   | 6   |
| +005, | Norvège       | 5  | 2 | 0  | 3 | 0  | 7  | 10 | -3   | 6   |
| +006, | Slovaquie (P) | 5  | 1 | 0  | 4 | 0  | 8  | 24 | -16  | 3   |

- Promu en Division Élite en 2019

En vue de l'agrandissement sur deux ans de la catégorie élite, il n'y a toujours pas d'équipe reclassée lors de l'édition 2018, comme en 2017.

## Récompenses individuelles
Les 3 meilleures joueuses désignées par l'IIHF :
- Meilleure gardienne : Ena Nystrøm (Norvège)
- Meilleure défenseure : Gwendoline Gendarme (France)
- Meilleure attaquante : Fanni Gasparics (Hongrie)

La meilleure marqueuse : Fanni Gasparics (Hongrie)   (6 buts, 4 aides)

## Statistiques individuelles
Pour les significations des abréviations, voir statistiques du hockey sur glace.
| Clt | Joueuse           | Équipe   | PJ | B | A | Pts | Pun | +/- |
| --- | ----------------- | -------- | -- | - | - | --- | --- | --- |
| 1   | Fanni Gasparics   | Hongrie  | 5  | 6 | 4 | 10  | 0   | +1  |
| 2   | Josefine Jakobsen | Danemark | 5  | 2 | 8 | 10  | 10  | +3  |
| 3   | Silke Glud        | Danemark | 5  | 6 | 3 | 9   | 0   | +5  |
| 4   | Denise Altmann    | Autriche | 5  | 4 | 5 | 9   | 14  | +4  |
| 5   | Nicoline Jensen   | Danemark | 5  | 3 | 6 | 9   | 8   | +4  |
| 6   | Alexandra Huszak  | Hongrie  | 5  | 6 | 2 | 8   | 4   | +3  |
| 7   | Anna Meixner      | Autriche | 5  | 2 | 5 | 7   | 14  | +2  |
| 8   | Tifani Horvath    | Hongrie  | 5  | 1 | 6 | 7   | 2   | +4  |
| 9   | Averi Nooren      | Hongrie  | 5  | 3 | 3 | 6   | 0   | +3  |
| 10  | Chloé Aurard      | France   | 5  | 4 | 1 | 5   | 12  | +4  |

| Clt | Joueur                   | Équipe    | PJ | Min          | BC | Moy  | %Arr  | Bl |
| --- | ------------------------ | --------- | -- | ------------ | -- | ---- | ----- | -- |
| 1   | Ena Nystrøm              | Norvège   | 3  | 179 min 22 s | 4  | 1,34 | 96,15 | 1  |
| 2   | Caroline Baldin          | France    | 4  | 238 min 35 s | 7  | 1,76 | 93,20 | 0  |
| 3   | Theresa Hornich          | Autriche  | 3  | 180 min 0 s  | 7  | 2,33 | 90,54 | 1  |
| 4   | Cassandra Repstock-Romme | Danemark  | 3  | 137 min 49 s | 7  | 3,05 | 90,54 | 0  |
| 5   | Anikó Németh             | Hongrie   | 5  | 298 min 48 s | 13 | 2,61 | 90,00 | 1  |
| 6   | Romana Kiapesova         | Slovaquie | 5  | 257 min 21 s | 16 | 3,73 | 89,61 | 0  |
| 7   | Emma-Sofie Nordstrom     | Danemark  | 3  | 157 min 52 s | 8  | 3,04 | 88,57 | 1  |
| 8   | Linnea Holterud Olsson   | Norvège   | 2  | 119 min 53 s | 6  | 3,00 | 87,76 | 0  |

Pour les significations des abréviations, voir statistiques du hockey sur glace.
Nota : seules sont classées les gardiennes ayant joué au minimum 40 % du temps de jeu de leur équipe.